# Morfogênero

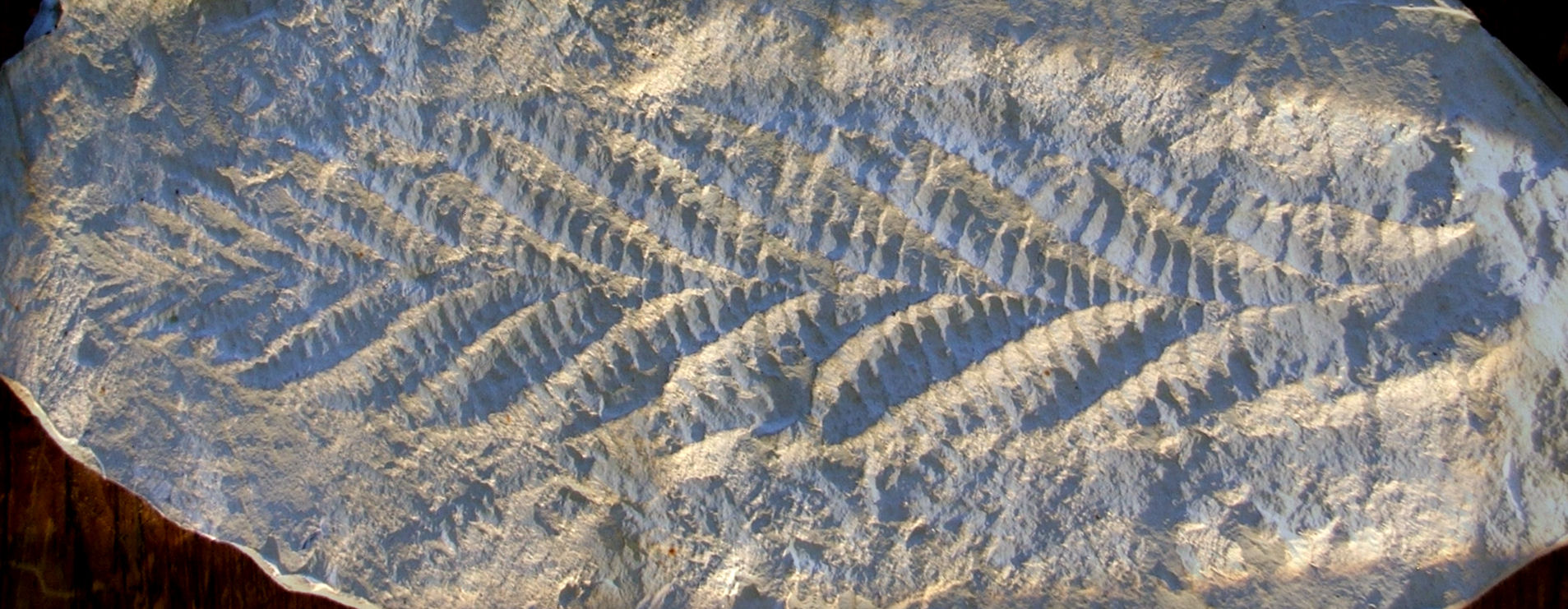
O membro de Vendozoa Charnia. A atual natureza ou filogenia de Vendozoa não é conhecida permitindo apenas a classificação pela forma

Morfogênero ou gênero de forma é a classificação dos organismos em gêneros com base na sua morfologia, que não reflete necessariamente as suas relações biológicas. É parte da classificação das formas (ou taxonomia de forma), que geralmente é restrita à paleontologia e reflete incerteza; o objetivo da ciência é mover "táxons de forma" para táxons biológicos cuja afinidade é conhecida.
A taxonomia de forma é restrita a fósseis que preservam poucos caracteres para uma definição taxonômica conclusiva ou avaliação de sua afinidade biológica, mas cujo estudo é facilitado se um nome binomial estiver disponível para identificá-los.. O termo “classificação de forma” é preferido a “taxonomia de forma”; a taxonomia sugere que a classificação implica uma afinidade biológica, enquanto a classificação da forma consiste em dar um nome a um grupo de organismos morfologicamente semelhantes que podem não estar relacionados.
Um "parataxon" (não deve ser confundido com parataxonomia), ou "sciotaxon" (Gr. "táxon sombra"), é uma classificação baseada em dados incompletos: por exemplo, o estágio larval de um organismo que não pode ser comparado com um adulto. Reflete uma escassez de dados que torna a classificação biológica impossível. Um sciotáxon é definido como um táxon considerado equivalente a um táxon verdadeiro (ortotáxon), mas cuja identidade não pode ser estabelecida porque os dois táxons candidatos são preservados de maneiras diferentes e, portanto, não podem ser comparados diretamente.